# .ee
.ee är Estlands toppdomän. Registreringsenheten är Estonian Internet Foundation. Domänen har funnits sedan 1992.